# Pride and Prejudice (1967)
Pride and prejudice är en brittisk dramaserie från 1967, baserad på Jane Austens roman med samma namn från 1813. Serien producerades med anledning av 150-årsminnet av Austens död. Den regisserades av Joan Craft och i huvudrollerna som Elizabeth Bennet och Mr. Darcy ses Celia Bannerman och Lewis Fiander.

## Rollista i urval
- Celia Bannerman - Elizabeth Bennet
- Lewis Fiander - Mr. Darcy
- Michael Gough - Mr. Bennet
- Vivian Pickles - Mrs. Bennet
- Lucy Fleming - Lydia Bennet
- Sarah Taunton - Kitty Bennet
- Polly Adams - Jane Bennet
- Diana King - Lady Lucas
- Karin MacCarthy - Louisa Hurst
- David Savile - Mr. Bingley
- Georgina Ward - Caroline Bingley
- Robert Dorning - Sir William Lucas
- Richard Hampton - Mr. Wickham
- Vivian James - Mr. Hurst
- Sylvia Coleridge - Lady Catherine de Bourgh
- Hugh Cross - Mr. Gardiner
- Eithne Dunne - Mrs. Gardiner
- Kate Lansbury - Charlotte Lucas
- Julian Curry - Mr. Collins
- Steven Grives - Edward Lucas
- Maurice Quick - betjänt
- Robin Chadwick - Col. Fitzwilliam
- Hubert Hill - betjänt
- Ralph Katterns - betjänt
- Janette Legge - Miss Anne de Bourgh
- Tessa Wyatt - Georgiana Darcy